# Urbain Cazaux
Pour les articles homonymes, voir Cazaux.
Urbain Cazaux (1899-1979) est un homme politique et dirigeant français de ski.

## Biographie
Urbain Cazaux est né en 1899 à Tarbes. Instituteur, il crée et dirige une école de ski à Barèges.
En 1937, il est élu conseiller général du canton de Luz-Saint-Sauveur puis devient maire de Barèges de 1946 à sa mort, après avoir obtenu le statut de commune à part entière de la localité auparavant rattachée à Betpouey-Barèges.
Il est le président de la Fédération française de ski de 1948 à 1965.
Il meurt en 1979.

## Hommages et distinctions
Il est nommé Gloire du sport par la Fédération des internationaux du sport français (FISF) en 2019.